# Instituto do Coração do Hospital das Clínicas da FMUSP
O Instituto do Coração do Hospital das Clínicas da Faculdade de Medicina da Universidade de São Paulo (Incor) é uma das sete unidades hospitalares que integram e, juntas, formam o Hospital das Clínicas da Faculdade de Medicina da Universidade de São Paulo (FMUSP).
É um hospital universitário reconhecido como centro de excelência internacional nas áreas clínica e de ensino em cardiologia, medicina cardiovascular e cirurgia cardiovascular.
O Instituto do Coração foi fundado pelo renomado cirurgião cardiovascular e professor titular da Faculdade de Medicina da Universidade de São Paulo, Euríclides de Jesus Zerbini.
No Incor ocorreu o primeiro transplante da América Latina e um dos primeiros do mundo, em 1968, realizado pelas equipes dos doutores Zerbini e Décourt.
Sua construção foi iniciada no governo de Ademar de Barros (1963-1966) em São Paulo e inaugurado em 1975.